# Santa Rosa (departement van Guatemala)
Santa Rosa is een departement van Guatemala, gelegen in het zuiden van het land. De hoofdstad is Cuilapa.
Het departement bestrijkt een oppervlakte van 2955 km² en heeft 396.607 inwoners (2018).

## Gemeenten
Het departement is ingedeeld in veertien gemeenten:
- Barberena
- Casillas
- Chiquimulilla
- Cuilapa
- Guazacapán
- Nueva Santa Rosa
- Oratorio
- Pueblo Nuevo Viñas
- San Juan Tecuaco
- San Rafael Las Flores
- Santa Cruz Naranjo
- Santa María Ixhuatán
- Santa Rosa de Lima
- Taxisco

Alta Verapaz · Baja Verapaz · Chimaltenango · Chiquimula · El Progreso · Escuintla · Guatemala · Huehuetenango · Izabal · Jalapa · Jutiapa · Petén · Quetzaltenango · Quiché · Retalhuleu · Sacatepéquez · San Marcos · Santa Rosa · Sololá · Suchitepéquez · Totonicapán · Zacapa